# Three Came Home
 Three Came Home és una pel·lícula estatunidenca dirigida per Jean Negulesco, estrenada el 1950. És basada en les memòries d'Agnes Newton Keith.

## Argument
Un grup de civils europeus que viuen a Borneo són capturats per la marina Imperial Japonesa durant la Guerra del Pacífic. Separada del seu marit, l'heroïna, interpretada per Claudette Colbert, és internada amb el seu fill en un camp de presoners per a dones fins a la derrota de l'imperi Japonès el 1945. Hi experimentarà diverses humiliacions, entre les quals una temptativa de violació.

## Repartiment
- Claudette Colbert: Agnes Newton Keith
- Patric Knowles: Harry Keith
- Florence Desmond: Betty Sommers
- Sessue Hayakawa: Coronel Suga
- Sylvia Andrew: Henrietta
- Mark Keuning: George Keith
- Phyllis Morris: Germana Rose
- Howard Chuman: Tinent Nekata
- Helen Westcott (no surt als crèdits): Una presonera

## Galeria

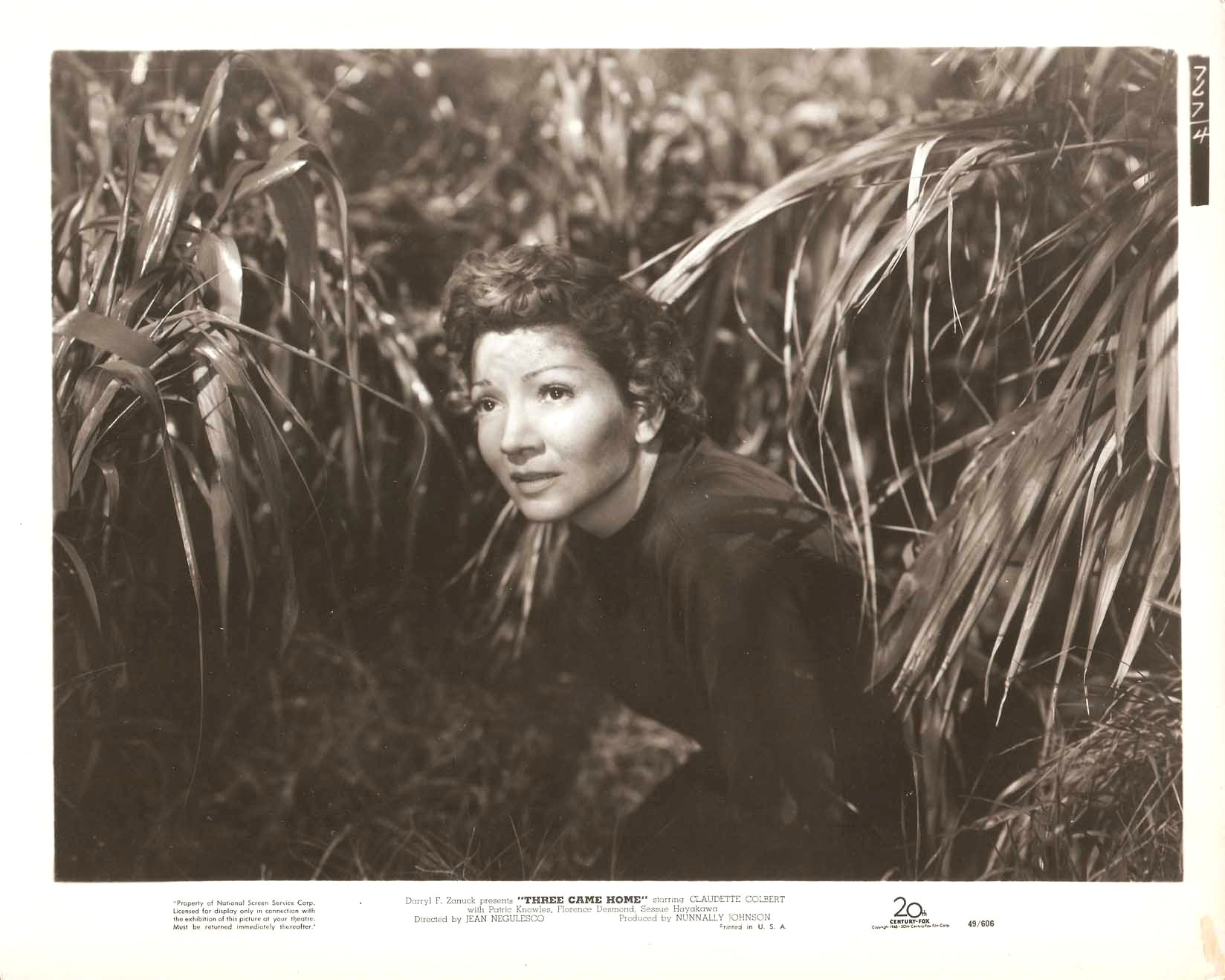
Claudette Colbert
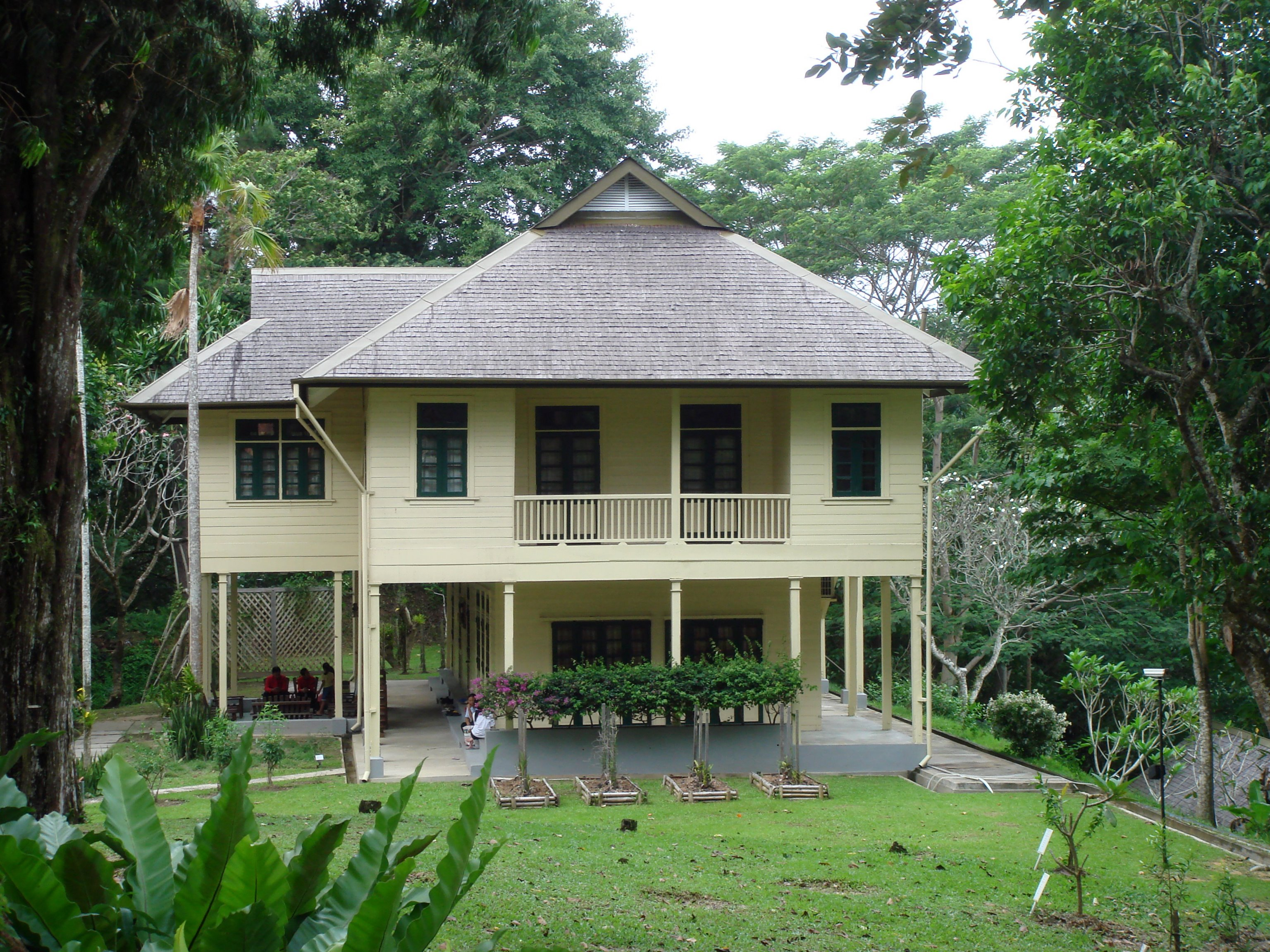
La casa d'Agnes Newton Keith a Sandakan.